# Clara Rodríguez
Clara Rodríguez, ARCM, DipRCM (Perf), (sinh năm 1970) là một nghệ sĩ piano và giáo sư người Venezuela tại Đại học âm nhạc Hoàng gia ở London.

## Tuổi thơ và giáo dục
Rodríguez học dưới Juan Jose Landaeta tại Conservatorio Nacional de Música Juan José Landaeta  tại Caracas và học bổng của Bộ Văn hóa Venezuela cho phép cô đăng ký vào Đại học Âm nhạc Hoàng gia ở London khi cô mười bảy tuổi. Các giáo viên của cô bao gồm Phyllis Sellick, Guiomar Narváez, Niel Immelman và Paul Badura-Skoda.

## Sự nghiệp
Rodríguez là giáo sư piano tại Đại học Âm nhạc Hoàng gia. Năm 2002, cô thành lập nhóm nhạc hòa tấu Alma Viva với các nhạc sĩ người Mỹ Latinh sống ở London.
Các tiết mục của Rodríguez bao gồm cả các tiết mục cổ điển và piano Mỹ Latinh và Tây Ban Nha đương đại. Nhà soạn nhạc người Venezuela Federico Ruiz đã dành tặng nhiều tác phẩm cho bà và bà đã cho ra mắt các tác phẩm ra mắt thế giới của Lawrence Casserley và Michael Rosas Cobian.

## Danh sách đĩa hát
- Hình ảnh của đồng bằng. Bản nhạc piano của Moisés Moleiro (1904 191979)
- Nhiệt đới Triptico. Nhạc piano của Federico Ruiz (b.1948)
- Tác phẩm piano. Teresa Carreño (1853 Từ1917)
- Nhạc piano. Ernesto Lecuona (1895 Từ1963)
- Sống tại Hội trường Bolivar